# Martha Genenger
Martha Genenger   (Krefeld, 11 de novembre de 1911 - Kapellen, 1 d'agost de 1995) va ser una nedadora alemanya, especialista en braça, que va competir durant la dècada de 1930.
El 1936 va prendre part en els Jocs Olímpics de Berlín, on guanyà la medalla de plata en la prova dels 200 metres braça del programa de natació. En la final fou superada per la japonesa Hideko Maehata. En el seu palmarès també destaca la medalla d'or en els 200 metres braça al Campionat d'Europa de natació de 1934. Durant la seva carrera va aconseguir dos rècords mundials i nou d'Alemanya i va ser campiona d'Alemanya en tres ocasions.